# Australoheros scitulus
Australoheros scitulus är en fiskart som först beskrevs av Rícan och Kullander 2003.  Australoheros scitulus ingår i släktet Australoheros och familjen Cichlidae. Inga underarter finns listade.